# Südkoreanische Badmintonmeisterschaft 1957
Die Südkoreanische Badmintonmeisterschaft 1957 fand in Seoul statt. Es war die erste Austragung der nationalen Titelkämpfe von Südkorea im Badminton.

## Titelträger
| Disziplin    | Sieger                     |
| ------------ | -------------------------- |
| Herreneinzel | Park Do-sung               |
| Dameneinzel  | Ahn Jung-hi                |
| Herrendoppel | Park Do-sung Park Dae-sung |
| Damendoppel  | Ahn Jung-hi Kim Moon-hi    |
| Mixed        | nicht ausgetragen          |